# Châtillon-sur-Lison
Châtillon-sur-Lison era una comuna francesa que estaba situada en el departamento de Doubs, de la región de Borgoña-Franco Condado, que el 1 de enero de 2022 pasó a formar parte de la comuna nueva de Cussey-sur-Lison.

## Demografía
| Gráfica de evolución demográfica de Châtillon-sur-Lison entre 1800 y 2018 |
|                                                                           |

Los datos demográficos contemplados en este gráfico de la comuna de Châtillon-sur-Lison se han cogido de 1800 a 1999 de la página francesa EHESS/Cassini, y los demás datos de la página del INSEE.